# ワラビ中毒
ワラビ中毒（ワラビちゅうどく、bracken poisoning）とは、牛や馬、羊などの家畜に発生するワラビの摂取を原因とする中毒。1960年代に牛の慢性血尿症がワラビの多い牧場で発生することが報告され、1960年代に牛にワラビを与えると急性ワラビ中毒症として白血球や血小板の減少や出血などの骨髄障害、あるいは慢性血尿症が発生し、その牛の膀胱に腫瘍が発見された。これがワラビによる発癌研究の契機となった。予防には牧野のワラビの除去が有効である。

## 症状

### ウマ（単胃動物）
馬では、ワラビ中のアノイリナーゼによって体内のビタミンB1が破壊されて、チアミン欠乏、多発性神経炎がおこる。症状として運動失調、末期には間代性痙攣および後弓反張。かつて柳川病、腰ふら病とも呼ばれていた。治療にはビタミンB1の投与および対症療法が行われる。鑑別疾患としてペレニアルライグラス中毒。

### ウシ（反芻動物）
牛のワラビ中毒では馬の場合と違い、ワラビの中毒成分であるプタキロサイドによって造血臓器とくに骨髄の機能が障害され、再生不良性貧血や、血液凝固不全をおこす。症状は可視粘膜蒼白、点状出血、血尿、タール様血便、凝固不全による出血など。治療には輸血、造血剤・抗生剤の投与を行う。鑑別疾患としてスイートクローバー中毒、炭疽、ピロプラスマ症など。症状はワラビ摂食後2-8週間で現れる。重症の場合は症状発現から1-3日で死亡する。

### ヒト
人でも適切にアク抜きをせずに食べると中毒を起こす(ビタミンB1を分解する酵素が他の食事のビタミンB1を壊し、体がだるく神経痛のような症状が生じ、脚気になる事もある)。一方、ワラビ及びゼンマイはビタミンB1を分解する酵素が含まれる事を利用して、精力を落とし身を慎むために、喪に服する人や謹慎の身にある人、非妻帯者・単身赴任者、寺院の僧侶たちはこれを食べると良いとされてきた。

### モルモット
ブラキシンC （braxin C）は出血性膀胱炎を起こす。